# Hiết Hổ
Chòm sao Hiết Hổ hay Hát Hổ 蠍虎, (tiếng La Tinh: Lacerta) là một trong 88 chòm sao hiện đại, mang hình ảnh con thằn lằn.
Chòm sao nhỏ này có diện tích 201 độ vuông, nằm trên thiên cầu bắc, chiếm vị trí thứ 68 trong danh sách các chòm sao theo diện tích.
Chòm sao Hiết Hổ nằm kề các chòm sao Tiên Nữ, Tiên Hậu, Tiên Vương, Thiên Nga, Phi Mã.

## Thiên thể
Các thiên thể đáng quan tâm
- Thiên hà êlíp BL Lacertae
- Cụm sao mở NGC 7243